# CA Rosario Central (Argentinië)

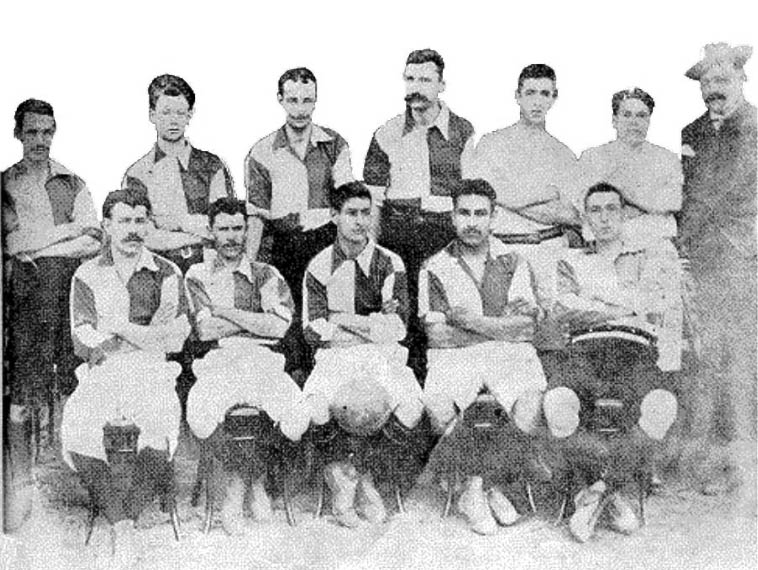
Team van 1903

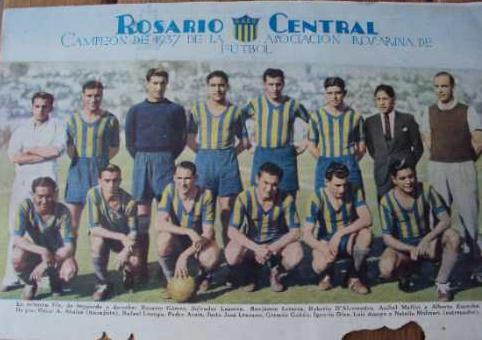
Kampioensteam van 1937

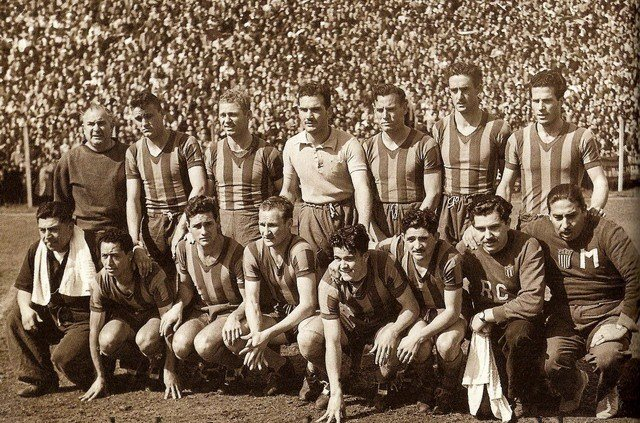
Kampioensteam van 1951

Club Atlético Rosario Central is een voetbalclub uit Rosario, Argentinië. De grote rivaal is Newell's Old Boys, de andere club uit de stad Rosario.

## Historie
De club wordt opgericht in 1889 als Central Argentine Railway Athletic Club, omdat het de club van Engelse spoorwegmedewerkers was. In 1903 wil de club het Spaanstalige karakter benadrukken en verandert het de naam naar de huidige. In de beginjaren van het bestaan komt de club uit in de verschillende lokale competities van Rosario. Door verschillende meningsverschillen met het bestuur van de competitie van Rosario stapt de club enkele keren uit de officiële voetbaldivisie, maar keert het telkens terug. Het behoort tot 1920 tot de succesvolste clubs in lokaal competitieverband.
In 1930 doet het professionalisme zijn intrede in het Argentijnse voetbal en sluit Rosario Central zich aan bij de Argentijnse voetbalbond AFA. Het heeft dan zowel een amateurteam dat op lokaal niveau voetbalt als een professioneel team dat aan de landelijke competitie meedoet.
In 1971 boekt Rosario Central haar eerste succes. Omdat de club eerste wordt in haar groep, moet het in de halve finale aantreden tegen aartsrivaal Newell's Old Boys. Op neutraal terrein wordt met 1-0 gewonnen. De dag van de overwinning, 19 december, wordt nog altijd elk jaar gevierd door de fans en de maker van het doelpunt, Aldo Pedro Poy, door gezamenlijk de goal te schreeuwen. In de finale verslaat Rosario Central met 2-1 CA San Lorenzo de Almagro. Door speling van het lot (om de finaleplaats werd geloot) won de club het nationale kampioenschap nota bene in het stadion van de aartsrivaal Newell's Old Boys.
In 1973 herhaalde Rosario Central dit kunststuk door in de beslissende fase, een minikampioenschap tussen 4 teams van 3 wedstrijden, te winnen van River Plate en Atlanta en gelijk te spelen tegen CA San Lorenzo de Almagro.
Nadien wist de club nogmaals het kampioenschap te winnen in 1980 en 1987. In 1980 na wederom Newell's Old Boys te hebben uitgeschakeld in de halve finale en vervolgens Racing de Córdoba met 2-0 te verslaan in de finale. In 1987 werd de titel behaald via twee competitierondes over 2 maal 19 wedstrijden en eindigde Rosario Central boven...Newell's Old Boys.
In 1995 behaalde de club haar enige internationale succes door in de finale van de Copa CONMEBOL na penalty's te winnen van Atlético Mineiro uit Brazilië nadat beide ploegen hun thuiswedstrijden hadden gewonnen met 4-0. Vanaf de midden jaren 90 is Rosario Central een regelmatige klant van de internationale Zuid-Amerikaanse voetbalcompetities.
In mei 2010 zakt Rosario Central na 24 jaar naar tweede divisie. In het voorjaar van 2013 lukt het hen, onder leiding van trainer Miguel Ángel Russo, om weer naar eerste divisie te promoveren. Sindien werden er opnieuw "clasico's" gespeeld tegen aartsrivaal Newell's Old Boys. Van de 10 keren dat Rosario Central en Newell's Old Boys elkaar weer tegenkwamen sinds de club in Eerste Divisie speelt, kon Rosario Central 7 overwinningen op haar naam zetten, werd er twee keer gelijk gespeeld en 1 keer gewonnen door de rivaal.
Na een goede campagne in de Argentijnse Beker van 2014 spelen ze tegen Club Atlético Huracán de finale, deze verliezen ze na een gelijkspel 0-0, en 5-4 in penalty's.
Op 15 december 2014 wordt "Chacho" Eduardo Coudet voorgesteld als nieuwe trainer van de club voor de komende twee jaren. Tijdens zijn eerste jaar als trainer, weet hij zowel in de Argentijnse competitie, als in de "Copa Argentina" goede resultaten te behalen.
In de Argentijnse competitie eindigen ze op de 3e plaats met 16 overwinningen, 11 gelijkspellen en slechts 3 verloren wedstrijden. Bovendien wist de club zich ook classificeren voor de Copa Libertadores 2016, Zuid-Amerikaanse variant van de Champions League.
In de Copa Argentina 2014-2015 lukt het Rosario Central opnieuw om tot in de finale de geraken, waar ze het deze keer opnemen tegen Boca Juniors en met 2-0 verliezen. Deze finale gaat de geschiedenis in als een controversiële wedstrijd met een paar opmerkelijke foutieve beslissingen door de scheidsrechter Diego Ceballos, zoals het onterecht afkeuren van een goal van Rosario Central tijdens de eerste helft, het fluiten van een penalty ten voordelen van Boca Juniors voor een fout die buiten de 16 meter werd begaan en het goedkeuren van de tweede goal terwijl Andrés Chávez van Boca Juniors buitenspel stond.
Tijdens de Copa Argentina 2015-2016 lukt het Rosario Central om voor een 3e keer op rij tot in de finale te geraken. Ditmaal tegen River Plate waarin Rosario Central na een 0-1 achterstand, tot tweemaal toe op voorsprong weet te komen, maar uiteindelijk na een 4-3 eindstand voor 3e keer genoegen moet nemen met de tweede plaats.
In 2016-2017 strandt de ploeg in de halve finales van de Argentijnse Beker tegen Atlético Tucumán. Na een 0-0 gelijkspel en 3-1 verlies met penalty’s. Op 17 mei 2018 wordt Edgardo "El Patón" Bauza voorgesteld als nieuwe trainer van de club.
Tijdens de Copa Argentina van 2017-2018 weten ze eerst aartsrivaal Newell's Old Boys uitschakelen in de kwartfinales met 2-1. Deze wedstrijd werd in het stadion van Arsenal de Sarandí uit voorzorgsmaatregelen zonder publiek gespeeld. Het is namelijk zo dat in de Argentijnse competitie geen supporters van de bezoekende ploeg is toegelaten, doordat dit in de Argentijnse beker wel mag, en met eerdere incidenten in het achterhoofd, werd geopteerd om beide ploegen zonder supporteres te laten spelen.
Daarna winnen ze in de halve finale tegen Temperley met penalty's (4-2) na een 1-1 gelijkspel. Op 6 december 2018 spelen ze voor de vierde keer in vijf jaar tijd de finale van de Argentijnse beker, deze keer met succes.
Na een 0-0 gelijkspel tegen Gimnasia y Esgrima La Plata, kan Rosario Central met een 4-1 in penalty’s de langverwachte beker in ontvangst nemen. Dankzij deze overwinning grijpen ze zo ook naar een rechtstreeks ticket voor de Copa Libertadores 2019.

## Canallas
De fans van Rosario Central worden Canallas genoemd. Over de oorsprong van de naam doen verschillende verhalen de ronde, maar een veel gehoorde versie is dat de club deze bijnaam kreeg nadat het weigerde een benefietwedstrijd voor lepra-patiënten te spelen in de jaren '20. Canalla is een scheldwoord en betekent vrij vertaald slechte mensen. Newell's Old Boys speelde in de plaats van Rosario Central en sindsdien worden de fans van deze club leprosos genoemd oftewel mensen die aan lepra leiden.
Rosario Central is een Argentijnse club die veel aanhangers heeft in Argentinië. Het publiek behoort tot de fanatiekste aanhang in Argentinië. Het Gigante del Arroyito staat bekend om haar explosieve sfeer tijdens voetbalwedstrijden.

## Erelijst
Nationaal
- Primera División (4): 1971 Nacional, 1973 Nacional, 1980 Nacional, 1987
- Primera B Nacional (1): 2013
- Primera B Metropolitana (3): 1942, 1951, 1985
- Copa de Competencia La Nación (1): 1913
- Copa Dr. Carlos Ibarguren (1): 1915
- Copa de Honor Municipalidad de Buenos Aires (1): 1916
- Copa de Competencia Jockey Club (1): 1916
- Copa de Competencia (Asociación Amateurs) (1): 1920
- Copa Argentina (1): 2018

Internationaal
- Copa CONMEBOL (1): 1995

Regionaal
- Liga Rosarina:
  - Copa Nicasio Vila (10): 1908, 1914, 1915, 1916, 1917, 1919, 1923, 1927, 1928, 1930
  - Copa Estímulo (1): 1922
- Federación Rosarina (1): 1913
- Asociación Amateurs Rosarina (2): 1920, 1921
- Asociación Rosarina de Fútbol:
  - Torneo Luciano Molinas (2): 1937, 1938
  - Torneo Preparación (1): 1936
  - Torneo Hermenegildo Ivancich (1): 1937
- Copa Santa Fe (1): 2017

## Bekende (oud-)spelers
- Roberto Abbondanzieri
- Roberto Acuña
- Cristian Álvarez
- Rodolfo Arruabarrena
- Celso Ayala
- Ramiro Castillo
- José Chamot
- César Delgado
- Kily González
- Mario Kempes
- Tati Montoya
- Juan Antonio Pizzi
- Pablo Sánchez
- Paulo Wanchope
- Ángel Di María